# Oghamstein von Drumconwell
Der Oghamstein von Drumconwell befindet sich seit 1897 in der Robinson-Bibliothek von Armagh im County Armagh in Nordirland. Er ist einer von über 300 Oghamsteinen, die auf der Insel, vor allem im Südwesten von Irland, in Cornwall, Wales und auf der Isle of Man gefunden wurden. Nur sechs wurden in Nordirland gefunden und Drumconwell ist der einzige im County Armagh. 
Der Drumconwell-Stein ist etwa 1,7 m lang, davon sind 1,4 m sichtbar. Die obere Hälfte ist von breiter rechteckiger Form, die untere Hälfte verjüngt wie die Wurzel eines Zahnes. Der Stein stand etwa fünf Kilometer südlich von Armagh in der Nähe der Lisnadill-Kirche am alten Weg von Armagh nach Navan Fort im Townland Drumconwell (irisch Droim Conmhaoil). In der Nähe liegt das lineare Erdwerk Dane’s Cast, ein Teil des Great Wall of Ulidia. Ein Bericht aus dem Jahr 1887 besagt, dass der Stein an der höchsten Stelle des Feldes knapp unter einem Ringfort gestanden hat. Das Feld ist lokal bekannt als „The Graveyard Field“. Überliefert ist, dass auch andere Steine in dem Gebiet gefunden und entfernt wurden. 
Die Spitze des Steines fehlt und ein Teil der Oberseite, eines eingeritzten Ringkreuzes und die oberen Ogham-Striche sind stark beschädigt worden. Es gab Studien von Reeves 1883, Rhys 1895, Hamlin 1987 und Warner 1990. Warners Interpretation lautet CUN AM AGLOS, das alte irische Wort Conmael. Conmael war im 7. Jahrhundert König der Airthir (Clan in Armagh). 
Ogham ist das älteste irische Schreibsystem. Es besteht aus einem Alphabet aus ursprünglich 20, später 25 Zeichen, die entlang der Kanten von Steinpfeilern eingeschnitten wurden. Die verwendete Sprache ist Alt-irisch mit lateinischen Einflüssen. Die Inschriften erinnern zumeist an eine Person. Das Book of Ballymote, ein bei Ballymote im County Sligo im 14. oder 15. Jahrhundert zusammengestelltes Manuskript, liefert den Entzifferungsschlüssel. Die Steine werden in der Regel ins 7. Jahrhundert datiert. 